# Oxalis brasiliensis
Oxalis brasiliensis là một loài thực vật có hoa trong họ Chua me đất. Loài này được G. Lodd. mô tả khoa học đầu tiên năm 1833.